# Кофр

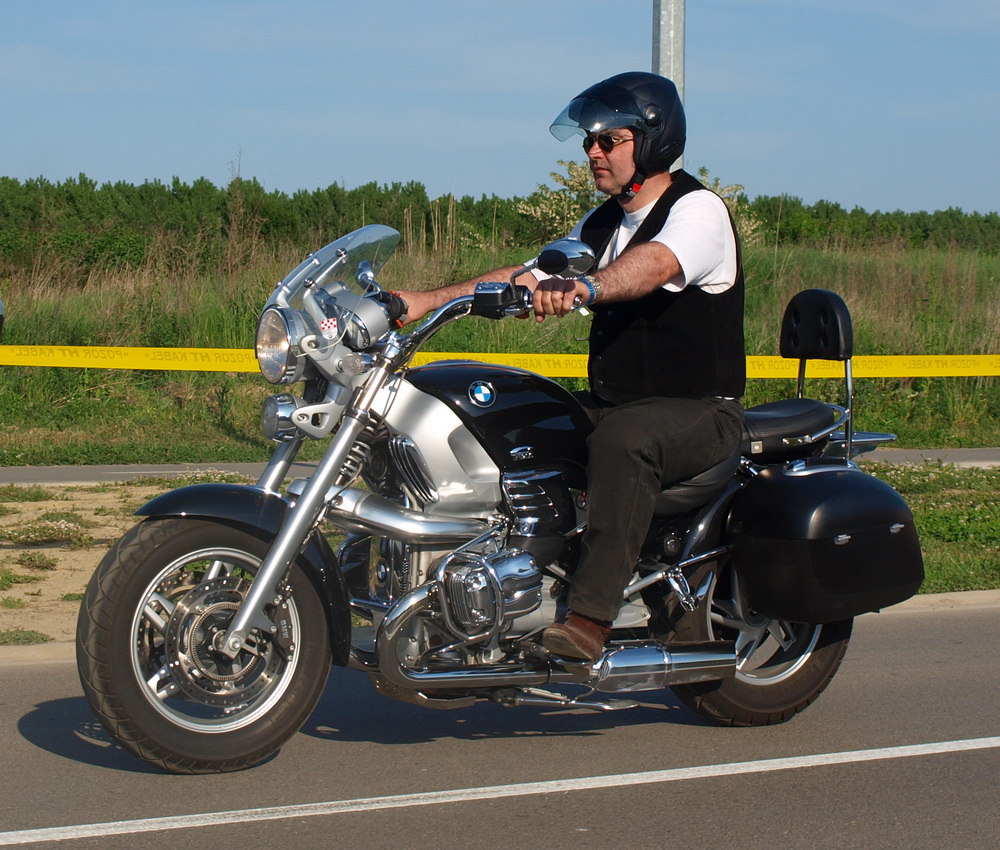
Мотоцикл із заводськими кофрами над заднім колесом

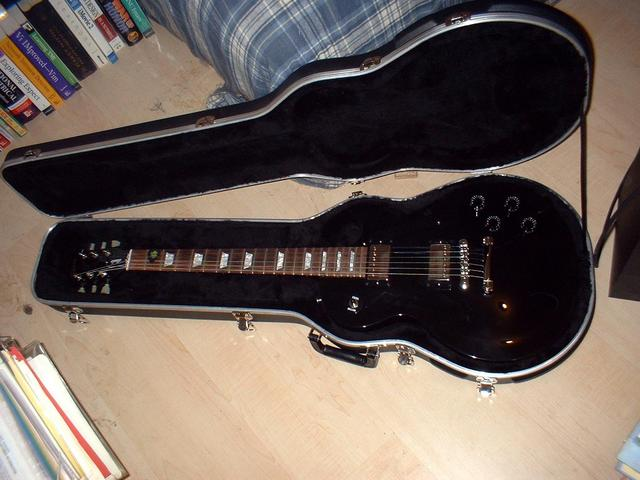
Електрогітара в кофрі

Кофр (фр. coffre — «скриня, ящик» < лат. cophinus — «кошик, дорожня сумка» < грец. κόφινος — «кошик») — скриня, валіза або дорожня сумка з декількома відділеннями та пружним каркасом для утримання форми; як застарілий військовий термін — закритий кам'яний хід в фортеці.

## Застосування
Кофри використовуються в мото- та велотуризмі, для носіння фото- та відеокамер, ноутбуків, музичних інструментів тощо.
Кофри в мото- та велотуризмі облаштовуються безпосередньо на конструктивних елементах мотоцикла або велосипеда і дозволяють, порівняно з рюкзаком, змістити центр ваги транспортного засобу вниз, що позитивно позначається на стійкості і керованості.
Кофри для фото- та відеоапаратури використовуються як сумки для носіння фотоапаратів та кінокамер та їх захисту від механічних пошкоджень, впливу опадів, пилу та різких коливань температури. Вони, на відміну від фотосумок, мають, як правило, жорсткий каркас та м'яку пружну підкладку для амортизації ударів.
Деякі чохли музичних інструментів, що виконані на жорсткій основі, також іменують кофрами.
Також слово «кофр» використовується в значенні «жорсткий чохол для одягу».